# Denis Leonidowitsch Mazujew

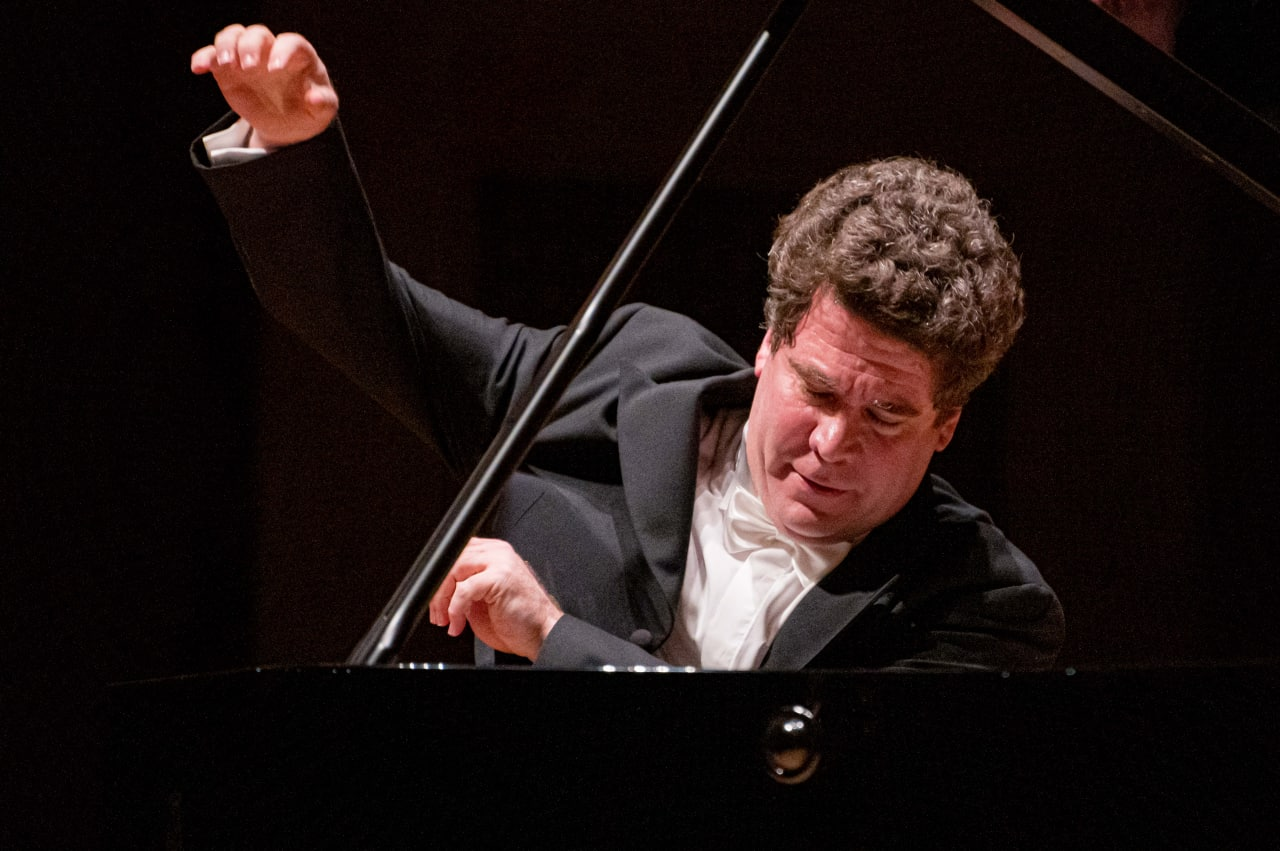
Denis Leonidowitsch Mazujew at a concert in Basel, Switzerland

Denis Mazujew (2011)

Denis Leonidowitsch Mazujew (russisch Дени́с Леони́дович Мацу́ев, englische Transkription Denis Leonidovich Matsuev; * 11. Juni 1975 in Irkutsk) ist ein russischer Pianist.

## Leben
Mazujew stammt aus einer Musikerfamilie. Seine ersten Klavierstunden erhielt er mit vier Jahren. 1991 zog er mit seinen Eltern nach Moskau und begann eine musikalische Ausbildung am Moskauer Konservatorium. 1998 gewann Mazujew den Tschaikowski-Wettbewerb in der Sparte Klavier.

Bekannt sind seine Interpretationen der Werke von Sergei Rachmaninow. Er hat sich aber auch im Jazz-Bereich einen Namen gemacht. Mazujew ist künstlerischer Leiter des in Irkutsk stattfindenden Festivals Stars of Baika und des Moskauer Crescendo-Festivals. 
Im Mai 2013 trat er bei der Einweihung des Neubaus des Mariinski-Theaters in Sankt Petersburg auf. Er spielte auf der Abschlussfeier der Olympischen Winterspiele 2014 in Sotschi. Zu seinen internationalen Auftritten gehören auch Konzerte in Deutschland wie z. B. in der Frankfurter Alten Oper.

2006 wurde er Mitglied im Rat für Kunst und Kultur beim Präsidenten der Russischen Föderation.
2008 wurde Mazujew Vorsitzender der Stiftung „Neue Namen“, dessen Stipendiat er selbst in den neunziger Jahren war. Die Stiftung hat ein System der Begabtenförderung aufgebaut.
In seiner Eigenschaft als künstlerischer Leiter der Sergei-Rachmaninow-Stiftung setzt er sich seit 2013 für den Erwerb der ehemaligen Villa des Komponisten (Villa Rachmaninow oder „Senar“) in der schweizerischen Gemeinde Weggis (Kanton Luzern) ein.
Im Jahr 2014 wurde Mazujew Sonderbotschafter der UNESCO.
Mazujew ist mit Ekaterina Schipulina, einer Solotänzerin des Bolschoi-Balletts verheiratet und hat eine Tochter (* Oktober 2016).

## Ehrungen und Auszeichnungen
- 2011 Ehrenprofessur der Moskauer Staatlichen Lomonossow-Universität[12]
- Auszeichnung mit dem Titel Volkskünstler Russlands